# Atelier (serie)
Atelier è una serie di videogiochi di ruolo giapponese sviluppata da Gust a partire dal 1997. La maggior parte della serie è stata sviluppata per console Sony, dalla PlayStation alla PlayStation 4, anche se sono stati distribuiti diversi titoli per console portatili. I titoli uniscono un gioco di ruolo tipicamente giapponese ad un'ambientazione fantasy, incentrata sulla ricerca di ingredienti per creare oggetti tramite l'alchimia.

## Elementi della serie
L'intera serie è incentrata sull'uso dell'alchimia, con elementi di combattimento a turni. La missione primaria del giocatore è quella di esplorare il mondo del videogioco per raccogliere oggetti richiesti dalle ricette alchemiche, le quali permettono la creazione di una vasta gamma di oggetti, da pozioni fino ad armi e accessori. La maggior parte dei giochi permette la combinazione di oggetti sintetizzati per creare versioni migliori, oppure una certa libertà nella scelta dell'ingrediente da utilizzare nelle ricette per creare nuovi risultati. 
Il gameplay è anche composto da una parte d'azione, soprattutto quando il giocatore si trova nelle zone non abitate ed incappa in nemici o mostri. Il combattimento è basato su un sistema a turni, in cui alcuni oggetti ottenuti tramite l'alchimia possono essere utilizzati per attaccare i nemici, per difendersi e per migliorare le qualità dei personaggi.
Le storie narrate dalla serie trattano tipicamente temi leggeri e hanno un tono umoristico, in cui l'intreccio si sviluppa principalmente tramite un conflitto che porta il giocatore ad esplorare il mondo con altri personaggi. Nella maggior parte dei giochi, il giocatore ha un tempo limitato per portare a termine una o più missioni o azioni, come raccogliere oggetti, viaggiare o sintetizzare ingredienti.

## Videogiochi
La serie è composta da sedici giochi principali, che sono divisi in sei gruppi in base all'ambientazione che esplorano. Le prime due serie non sono mai state pubblicate all'infuori del Giappone a parte il primo titolo. 

### SerieSalburg
Giochi principali e remake
- Atelier Marie: The Alchemist of Salburg (PlayStation, 1997)
  - Atelier Marie: The Alchemist of Salburg Ver.1.3 (Sega Saturn, 1997)
  - Atelier Marie Plus: The Alchemist of Salburg (PlayStation, 1998)
  - Atelier Marie: The Alchemist of Salburg (Windows 95, 2000)
  - Atelier Marie (i-appli, 2003)
  - Atelier Marie (EZ App, 2004)
  - Atelier Marie Plus: The Alchemist of Salburg (Android, iOS, 2018)
  - Atelier Marie Remake: The Alchemist of Salburg (PlayStation 4, PlayStation 5, Microsoft Windows 2023)

- Atelier Elie: The Alchemist of Salburg 2 (PlayStation, 1998)
  - Atelier Elie: The Alchemist of Salburg 2 (Windows 95, 2000)

- Atelier Lilie: The Alchemist of Salburg 3 (PlayStation 2, 2001)
  - Atelier Lilie Plus: The Alchemist of Salburg 3 (PlayStation 2, 2002)

- Atelier Marie & Elie: The Alchemists of Salburg 1 & 2 (Dreamcast, 2001)
  - Atelier Marie+Elie: The Alchemists of Salburg 1–2 (PlayStation 2, 2005)

Giochi secondari
- Atelier Marie GB and Elie GB (Game Boy Color, 2000)
- Marie & Elie: Atelier Pair (WonderSwan Color, 2001)
- Hermina and Culus: Lilie no atelier mō hitotsu no monogatari (PlayStation 2, 2001)
- Atelier Marie, Elie, & Anis: Soyokaze kara no dengon (Game Boy Advance, 2003)
- Atelier Marie–Elie: The Alchemists of Salburg (GREE, 2012)

### SerieGramnad
- Atelier Judie: The Alchemist of Gramnad (PlayStation 2, 2002)
  - Atelier Judie: The Alchemist of Gramnad: Imprisoned Guardian (PlayStation Portable, 2010)

- Atelier Viorate: The Alchemist of Gramnad 2 (PlayStation 2, 2003)
  - Atelier Viorate: The Alchemist of Gramnad 2: The Memories of Ultramarine (PlayStation Portable, 2011)

### SerieIris
Giochi principali
- Atelier Iris: Eternal Mana (PlayStation 2, 2005)
- Atelier Iris 2: The Azoth of Destiny (PlayStation 2, 2006)
- Atelier Iris 3: Grand Phantasm (PlayStation 2, 2007)

Giochi secondari
- Iris no atelier: Eternal Mana 2 After Episode (i-appli e S! App, 2006)

### SerieMana Khemia
- Mana Khemia: Alchemists of Al-Revis (PlayStation 2, 2008)
  - Mana Khemia: Student Alliance (PlayStation Portable, 2009)

- Mana Khemia 2: Fall of Alchemy (PlayStation 2, 2009)
  - Mana Khemia 2: Fall of Alchemy Portable Plus (PlayStation Portable, 2009)

### SerieArland
- Atelier Rorona: The Alchemist of Arland (PlayStation 3, 2010)
  - Atelier Rorona Plus: The Alchemist of Arland (PlayStation Vita, PlayStation 3, Nintendo 3DS 2013)
  - Atelier Rorona: The Alchemist of Arland DX (Nintendo Switch, PlayStation 4, Microsoft Windows, 2018)

- Atelier Totori: The Adventurer of Arland (PlayStation 3, 2010)
  - Atelier Totori Plus: The Adventurer of Arland (PlayStation Vita, 2012)
  - Atelier Totori: The Adventurer of Arland DX (Nintendo Switch, PlayStation 4, Microsoft Windows, 2018)

- Atelier Meruru: The Apprentice of Arland (PlayStation 3, 2011)
  - Atelier Meruru Plus: The Apprentice of Arland (PlayStation Vita, 2013)
  - Atelier Meruru Plus: The Apprentice of Arland DX (Nintendo Switch, PlayStation 4, Microsoft Windows, 2018)

- Atelier Lulua: The Scion of Arland (Nintendo Switch, PlayStation 4, Microsoft Windows, 2019)

### SerieDusk
- Atelier Ayesha: The Alchemist of Dusk (PlayStation 3, 2012)[1]
  - Atelier Ayesha Plus: The Alchemist of Dusk (PlayStation Vita, 2014)
  - Atelier Ayesha: The Alchemist of Dusk DX (Nintendo Switch, PlayStation 4, Microsoft Windows, 2019)
- Atelier Escha & Logy: Alchemists of the Dusk Sky (PlayStation 3, 2013)
  - Atelier Escha & Logy Plus: Alchemists of the Dusk Sky (PlayStation Vita, 2015)
  - Atelier Escha & Logy: Alchemists of the Dusk Sky DX (Nintendo Switch, PlayStation 4, Microsoft Windows, 2019)
- Atelier Shallie: Alchemists of the Dusk Sea (PlayStation 3, 2014)
  - Atelier Shallie Plus: Alchemists of the Dusk Sea (PlayStation Vita, 2016)
  - Atelier Shallie: Alchemists of the Dusk Sea DX (Nintendo Switch, PlayStation 4, Microsoft Windows, 2019)

### SerieMysterious
- Atelier Sophie: The Alchemist of the Mysterious Book (PlayStation 3, PlayStation 4, PlayStation Vita, Microsoft Windows, Nintendo Switch, 2015)
- Atelier Firis: The Alchemist of the Mysterious Journey (PlayStation 4, PlayStation Vita, Microsoft Windows, Nintendo Switch 2016)
- Atelier Lydie & Suelle: The Alchemists and the Mysterious Paintings (Nintendo Switch, PlayStation Vita, PlayStation 4, Microsoft Windows, 2017)
- Atelier Sophie 2: The Alchemist of the Mysterious Dream (Nintendo Switch, Playstation 4, Microsoft Windows, 2022)

### Serie Secret
- Atelier Ryza: Ever Darkness & the Secret Hideout (Nintendo Switch, PlayStation 4, Microsoft Windows, 2019)
- Atelier Ryza 2: Lost Legends & the Secret Fairy (Nintendo Switch, PlayStation 4, PlayStation 5, Microsoft Windows, 2021)
- Atelier Ryza 3: Alchmist of the End & the Secret Key (Nintendo Switch, PlayStation 4, PlayStation 5, Microsoft Windows, 2023)

Un adattamento animato basato su Atelier Ryza: Ever Darkness & the Secret Hideout è stato annunciato il 19 marzo 2023, e andrà in onda nell'estate dello stesso anno. Verrà animato dallo studio Lieden Films e diretto da Ema Yuzihara.

### Altri titoli
- Atelier Lise: The Alchemist of Ordre (Nintendo DS, 2007)
- Atelier Annie: Alchemists of Sera Island (Nintendo DS, 2009)
- Atelier Lina: The Alchemist of Strahl (Nintendo DS, 2009)
- Atelier Elkrone: Dear for otomate (PlayStation Portable, 2012)
- Atelier Questboard (iOS e Android, 2014)
- Atelier Online: Alchemists of Bressisle (iOS e Android, 2018)
- Nelke & the Legendary Alchemists: Ateliers of the New World (Nintendo Switch, PlayStation 4, PlayStation Vita, Microsoft Windows, 2019)